# AK-74突击步枪
AK-74（羅馬化：Avtomat Kalashnikova obraztsa 1974 goda，直译：「1974年式卡拉什尼科夫自動步槍」）是蘇聯在1970年代開始生產及裝備的5.45×39毫米小口徑突擊步槍，直至現在仍然是許多前蘇聯成員國的制式步槍。

## 歷史
AK-74是蘇聯裝備的第一種小口徑突擊步槍，也是世界上大規模裝備部隊的第二種小口徑步槍（第一種是美國的5.56毫米M16）。
在越戰時期，蘇聯的7.62×39毫米子彈展現出與美國5.56×45毫米小口徑子彈不同的特質：其在較遠的射程情形下仍有足夠的殺傷力，但是射程越遠彈著點偏差嚴重，而且後座力過大。因此，蘇聯軍方決定步美國後塵，將AKM小口徑化。值得一提的是，卡拉什尼科夫本人本身並不贊成小口徑化的做法，然而仍然根據軍方的要求研製出AK-74。

## 設計
AK-74是米哈伊爾·季莫費耶維奇·卡拉什尼科夫在1974年設計，採用了與AK相同的導氣式原理和迴旋槍機閉鎖方式。
AK-74 50%的零部件與AK的改進型AKM的零件相同，只是為發射5.45毫米口徑的槍彈，而進行了相應的修改；機匣由模壓金屬片製成，極其耐用。
AK-74在外形上與AKM相似，最大的區別是採用結構複雜的圓柱形槍口制退器，利用火藥氣體具有制退和減震的作用，以利於提高射擊精度。

### 運作
AK-74雖然由AKM改良而成，但也加入了許多全新的設計。
由於改用了5.45毫米口徑子彈，槍管口徑與膛室也要修改，槍口也換上了大型的槍口制退器，這一款槍口制退器除了有助於減少後座力外，亦有效將發射聲音往前方擴散，其彈匣也改為塑料制造。
新的枪口装置外表为圆柱形，完全是整体机加工出来的，长81毫米，直径25.8毫米，内部为双室结构；前室的两侧各铣有一个大的方形开口，开口的后断面切割出锯齿形槽；后室开有3个直径2.5毫米的泄气孔，分布于上面和右侧面。
根据气体动力学原理，从膛口喷出的火药燃气在这个枪口装置中进行两次冲击、两次膨胀。气体在通过后室时，有部分气体从后室的3个泄气孔喷出，以达到制退和减震的综合作用；在通过前室时，大开口后端面的槽会使气体偏流25度，让足够多的气体反冲在开口的前端面，进一步降低後座力。
另外向右上方喷出气体可以减轻枪口射击时的上跳，也有利于提高射击精度。
这种制退器虽然制退效果明显，但却有另一个缺点，枪口焰会比较明显，尤其在黑暗中射击。

### 彈藥
蘇聯在1960年代末期研發小口徑子彈時，選擇了5.45×39毫米，作為新型突擊步槍口徑標準；到了1974年，AK-74納入了制式武器名單的同時，也將5.45×39子彈列為步槍彈。
由於口徑縮小，使得彈頭重量只有3.42克（0.121盎司），所以AK-74改用高初速設計，將初速提升到每秒900米，藉此防止喪失彈頭的威力，此外，彈頭尖端增加了空腔（air space）來提升命中後的破壞力。
由于小口径弹药後座力低，加上这个枪口装置的效果，AK-74的连发散布精度大大提高了。即使是未经过训练的人都能很轻松地进行全自动射击，而且散布精度比其他同类枪械要高。

### 附件
AK-74保留AKM的機匣外型，既在槍口對應6KH4刺刀，亦同樣可以在依靠華沙條約導軌上加裝各類瞄準鏡及加掛GP-25榴彈發射器。

## 衍生型
AK-74有多種衍生型，包括了標準型、現代化改進型AK-74M、空降部隊摺疊槍托型AKS-74（АКC-74）、短管突擊步槍型AKS-74U（АКC-74У）以及採用重槍管RPK-74（РПК-74）輕機槍。

### AK-74
標準型，使用固定槍托。
早期為實木護木，後期型改為玻璃纖維塑料護木（茶色）。

### AK-74N
AK-74N (俄語：АК-74Н) 是一種專為夜戰設計的改進型AK-74突擊步槍。
AK-74N配備了側導軌，可以安裝夜視瞄具，使其在低光條件下具有更高的準確性和多功能性。

### AKS-74

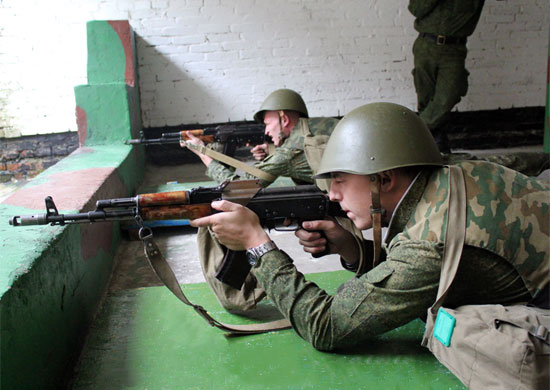
俄軍士兵以AKS-74作射擊訓練

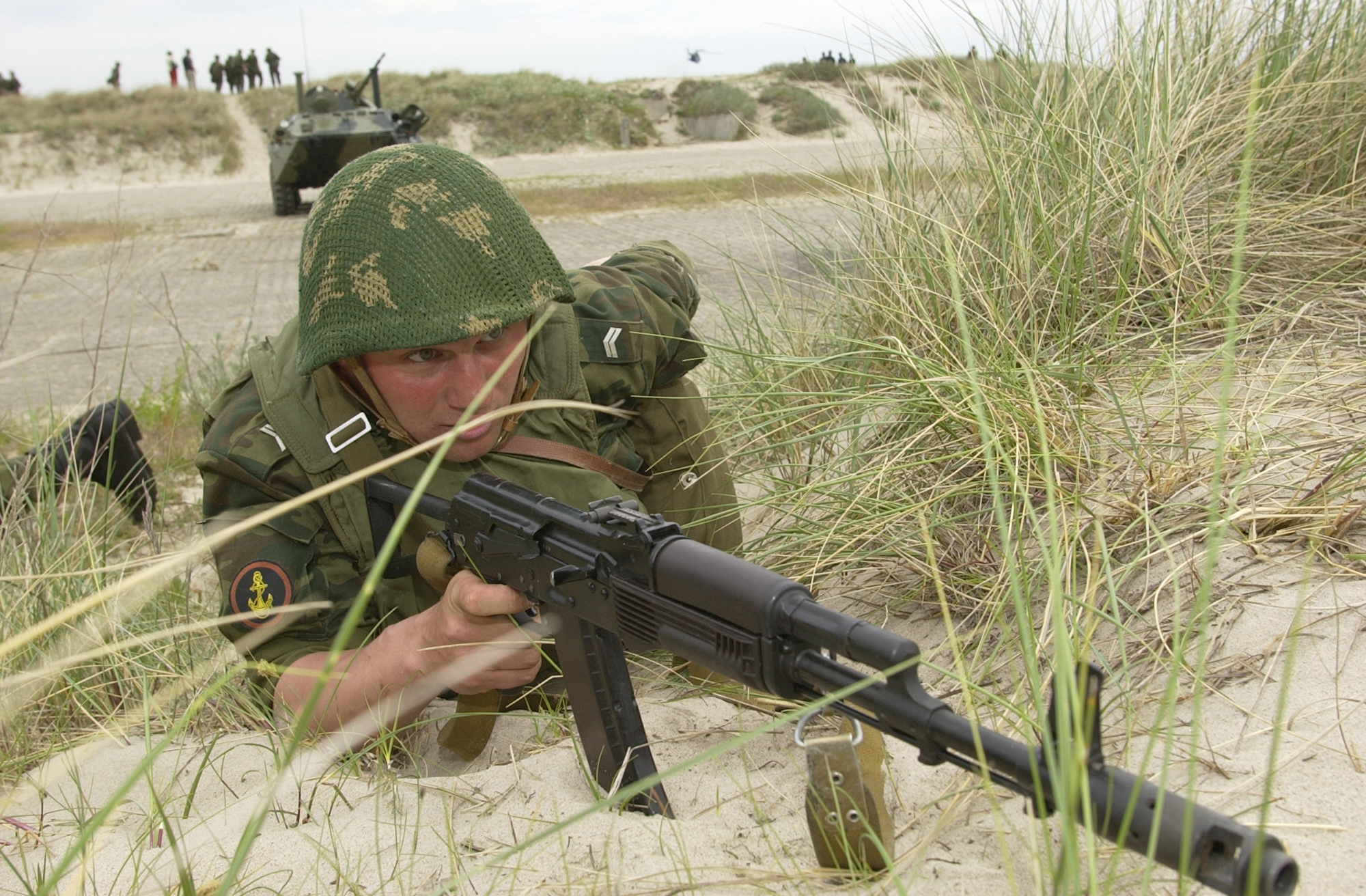
俄羅斯海軍陸戰隊士兵的AKS-74（Baltic Operations 2003）

AKS-74  (俄語：АКС-74) 是用於裝備空降部隊的摺疊槍托版本。
全槍在槍托展開後長933毫米，槍托摺疊長後則長694毫米，上面還可容納急救工具和止血帶。早期為實木護木，後期型改為茶色玻璃纖維塑料護木。

### AK-74M
在1987年，伊兹瑪什開始研製AK-74的改進版本，AK-74M（俄語：АК-74М，M為俄语“Модернизированный”即“現代化”之意）突擊步槍，並於1991年開始全面投產。
除了些小的改進以外，這些步槍都採用了深黑色的合成材料製摺疊枪托、手槍握把和護木。玻璃纤维填充聚酰胺外形形如AK-74固定的枪托，而且枪托凹槽也像AKS-74。
另外，AK-74M採用了加固的槍口裝置和防塵罩。每把AK-74M均配有用於安裝光學器材的華沙條約導軌，同時配有新型的6KH5刺刀。
AK-74M已经在苏联晚期準備成为制式步枪；在蘇聯解體後，被俄羅斯聯邦採納為制式步槍，少數原蘇聯加盟共和國亦有採用。

### AKS-74U
AKS-74的短槍管突擊型　，口徑相同，1979年生產，主要裝備蘇聯空降部隊，特種部隊及非前線部隊（如車輛或飛機駕駛員）。

### PP-19
PP-19系列　(俄語：ПП-19)　為AKS-74U卡宾枪發展出來的衝鋒槍，改為發射手槍子彈，而在構造和外觀上大幅度修改過。

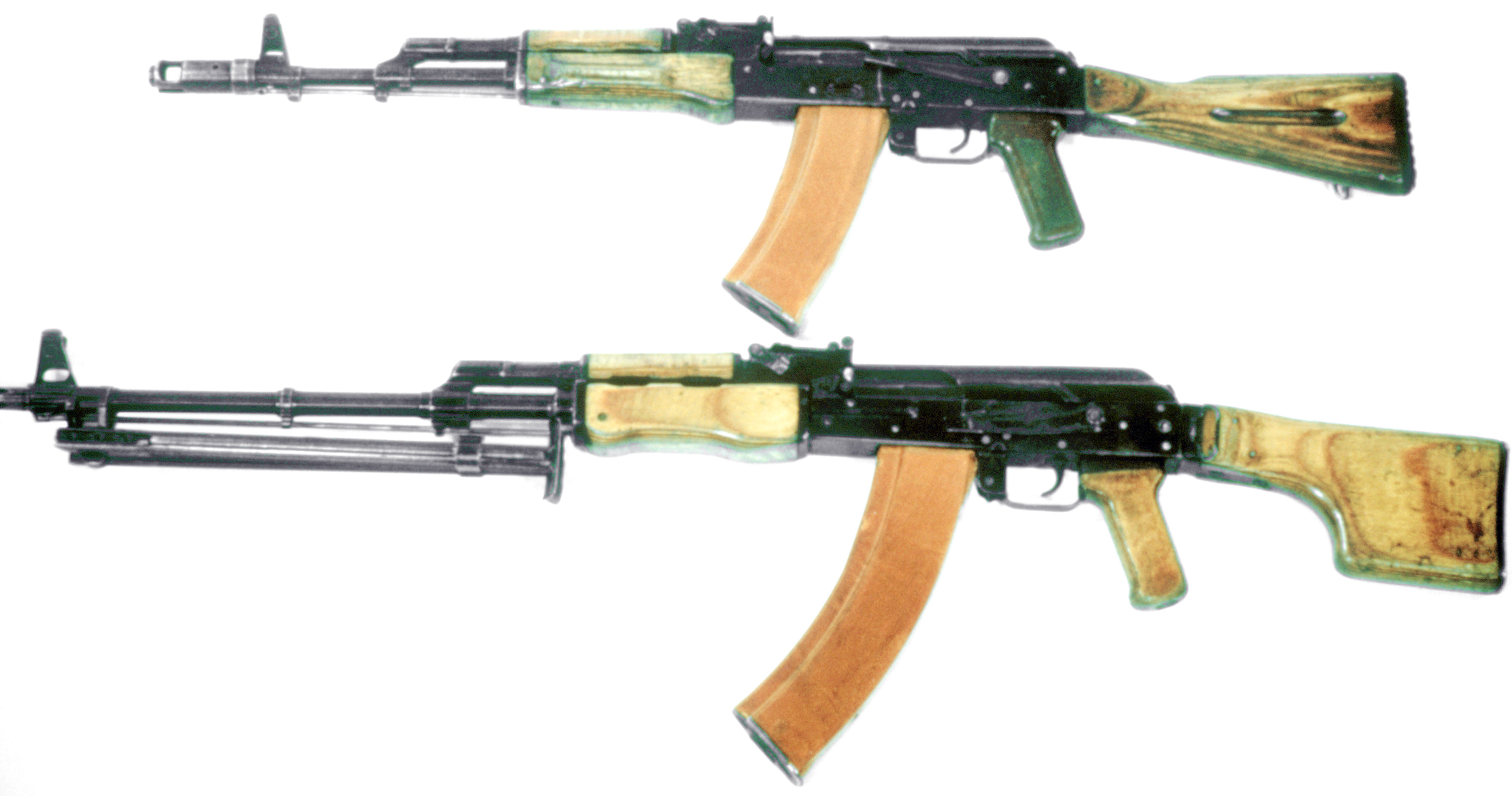
AK-74和RPK-74（圖片進行了鏡像處理）

### RPK-74
RPK-74系列　　為AK-74的長、重槍管型，口徑相同，1974年生產及裝備，裝有摺疊式兩腳架。

### AK-100系列
蘇聯解體後，伊熱夫斯克機器製造廠為了賺取外貿，而以AK-74M為基礎開發的一系列現代化突擊步槍，是爲AK-100系列（俄語：АК-100-й Серии）；具有多種不同口徑。

### AK-9
AK-9系列（俄語：АК-9）在2007年8月公開，發射9×39毫米彈藥，短槍管。

### AK-200
AK-200（俄語：АК-200）為以AK-74M為基礎，進行了大幅改進的衍生型，可利用機匣頂部的機匣蓋上的戰術導軌裝上光學瞄準鏡。
AK-200計劃於2010年公開，最初因AK-12的推出而被暫時擱置，後來於2016年重啟。
截至目前，AK-200系列突擊步槍包含了三個口徑的完整系列（分別為5,45×39mm、5,56×45mm和7.62×39mm），用於出口銷售和國內執法用戶。
最初的「AK-200系列步槍」以AK-74M1，AK-101M，AK-102M等名稱推出；然而自2018年以來，它們都被正式命名為AK-200、AK-201、AK-202、AK-203、AK-204，直到AK-205。

### OTs-12
OTs-12（俄語：ОЦ-12）為以AKS-74U作基礎的9×39毫米口徑突擊步槍，由俄羅斯運動及狩獵武器中央設計研究局研製。

### OTs-14
OTs-14（俄語：ОЦ-14）作基礎的9×39毫米口徑犢牛式突擊步槍，由俄羅斯運動及狩獵武器中央設計研究局研製。

### AK-107、AK-108、AK-109
AK-107（俄語：АК-107）、AK-108（俄語：АК-108）和AK-109（俄語：АК-109）為以AK-74M為原型，改用與AEK-971突擊步槍相同原理的平衡自動反衝系統的突擊步槍。

### 升級套件
近年，卡拉什尼科夫集團推出了供AK-74系列步槍用的“KM-AK”升級套件。
該套件包括一個可以食指操作的射擊選擇桿撥片、整合了皮卡汀尼導軌的防塵蓋和塑膠護木，以及一個全新的槍口裝置，旨在提升步槍的人體工學和性能，令使用者可以更方便地安裝各種瞄準器具和戰術配件。
配備KM-AK套件的AK-74步槍在2015年5月9日的莫斯科紅場閱兵儀式中首次亮相。
卡拉什尼科夫集團宣稱與俄羅斯聯邦國防部簽定了向俄軍的AK-74M供應升級套件的合約。

### 外國生產型
| 國家                   | 變種或衍生版本 |
| ---------------------- | --- |
| 阿塞拜疆               | 卡茲里 |
| 保加利亚               | AK-74M1（AK-74的仿製型，由阿森納公司生產，具有5.45×39mm及5.56×45mm兩種口徑） |
| 保加利亚               | AKS-74M1（AKS-74的仿製型，由阿森納公司生產，具有5.45×39mm及5.56×45mm兩種口徑） |
| 保加利亚               | AK-74U（AKS-74U的仿製型，由阿森納公司生產，具有5.45×39毫米及5.56×45毫米兩種口徑） |
| 保加利亚               | AR-M1系列（阿森納公司生產的外貿用AK，與AK-100系列十分相似，有5.56×45毫米和7.62×39毫米兩種口徑）                                                                                               |
| 保加利亚               | SAM-7及SLR系列（阿森納公司生產的半自動民用AK，以AR系列為原型，有5.56×45毫米和7.62×39毫米兩種口徑）                                                                                            |
| 德意志民主共和國       | MPi-KM-74（AK-74仿製型）、MPi-KMS-74（AKS-74仿製型，採用向右摺疊式鋼絲槍托）、MPi-AKR-74（AKS-74U仿製型，採用向右摺疊式鋼絲槍托）                                                             |
| 匈牙利                 | NGM-81（匈牙利自行研製的5.45毫米口徑步槍，類似於AK-74） |
| 日本                   | 納迪（由奧姆真理教自行仿造） |
| 朝鲜民主主义人民共和国 | 88式自動步槍（為AK-74仿製型，但其没有采用AK-74的击锤延迟体，早期型號採用金屬製彈匣，現在已普遍採用塑料彈匣）、88-1式自動步槍（為AKS-74仿製型,枪托向右侧折叠）、88-2式自动步枪（枪托向上折叠） |
| 中华人民共和国         | 88式自動步槍（北方工業生产的AK-74的仿制型，但其没有采用AK-74的击锤延迟体，早期型號採用金屬製彈匣，現在已普遍採用塑料彈匣）、88-1/S式自動步槍（為AKS-74仿製型）                                |
| 波蘭                   | kbk wz. 88 Tantal（裝有特製側式摺疊槍托的AK-74）、kbs wz. 96 Beryl突擊步槍、Kbk wz. 1996 Mini-Beryl卡賓槍、Kbk wz. 2005 Jantar突擊步槍                                                        |
| 羅馬尼亞               | PA md. 86（AK-74仿製型，採用向右摺疊式鋼絲槍托和金屬彈匣） |
| 烏克蘭                 | Vepr（以AK-74為原型的犢牛式突擊步槍）、 Malyuk（另一種以AK-74為原型的犢牛式突擊步槍，有5.45×39mm、7.62×39毫米和5.56×45毫米三種口徑）                                                          |

## 採用
AK-74首次露面於1974年11月7日的莫斯科紅場閱兵仪式當中，從1980年代到蘇聯解體前，是蘇聯軍隊的制式裝備。
AK-74參與的首場戰爭是1979年阿富汗戰爭，在蘇聯解體後也繼續在多個繼承國中服役至今。除前蘇聯成員國外，AK-74並沒有如7.62×39毫米口徑的AKM和其他仿製型般在世界各地普及起來，主要原因是彈藥不通用。
部份前東方集團國家曾獲蘇聯授權生產及仿制AK-74，包括：朝鮮民主主義人民共和國的88式自动步枪、前德意志民主共和国的MPi-AK-74、MPi-AKS-74、MPi-AKS-74K、波蘭的wz. 1988 Tantal和wz. 1989 Onyks，以及羅馬尼亞的PA md. 86等。

## 使用國

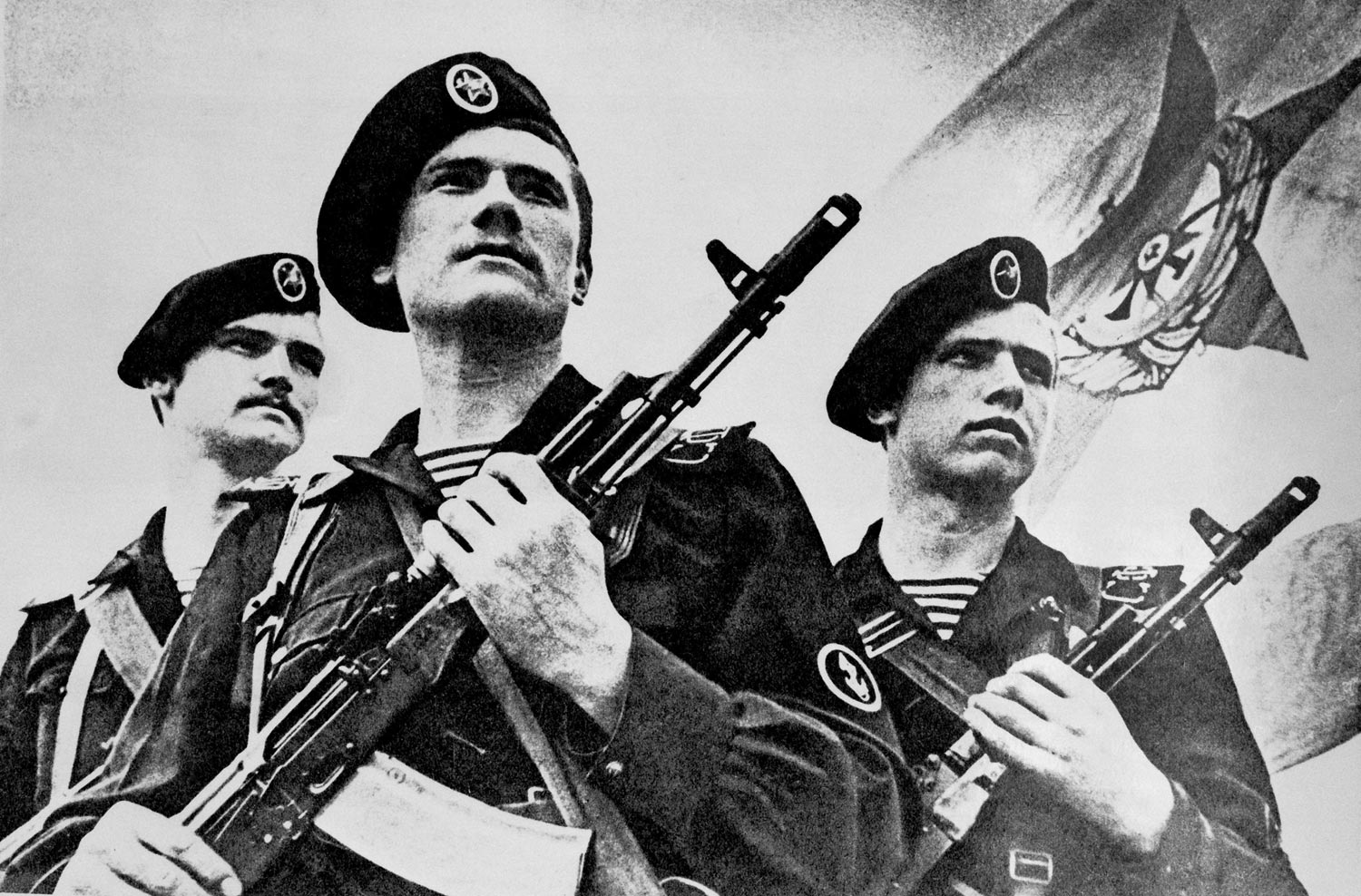
蘇聯海軍步兵使用的AK-74

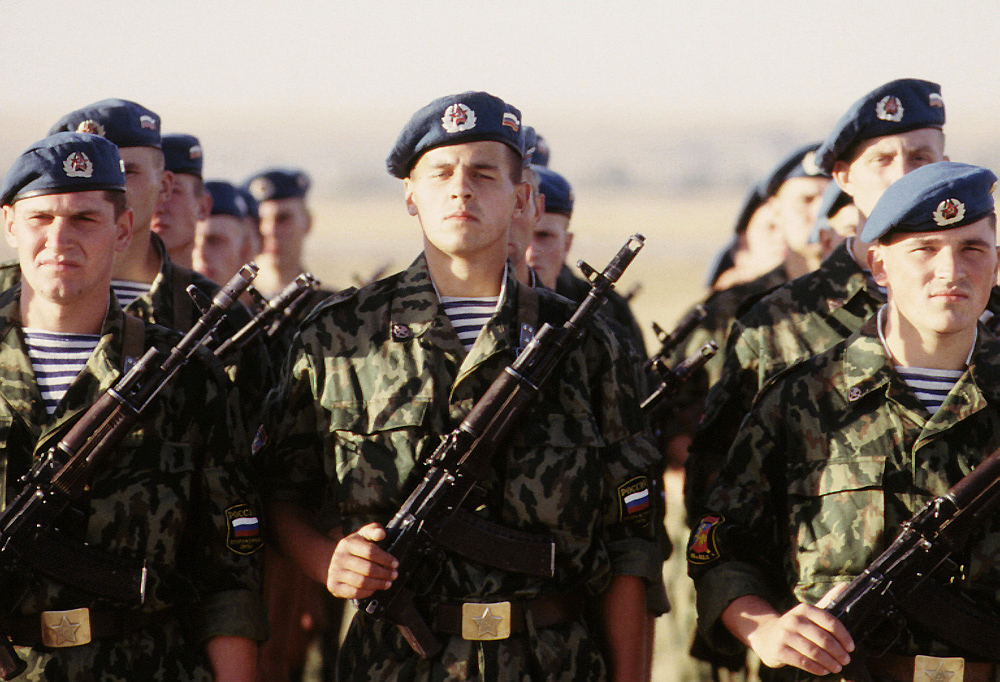
裝備AKS-74的俄羅斯空降軍

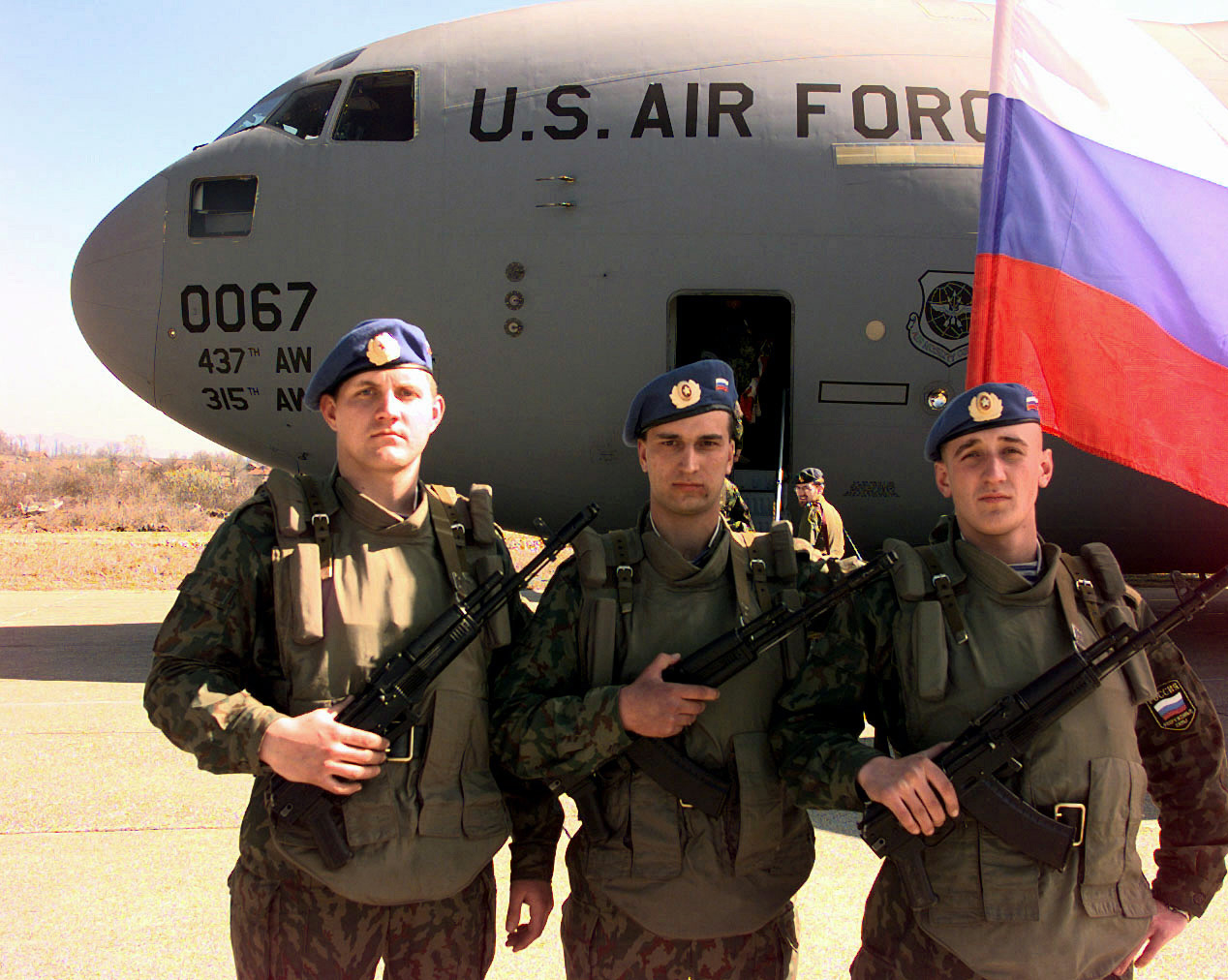
在波斯尼亞的俄羅斯空降軍

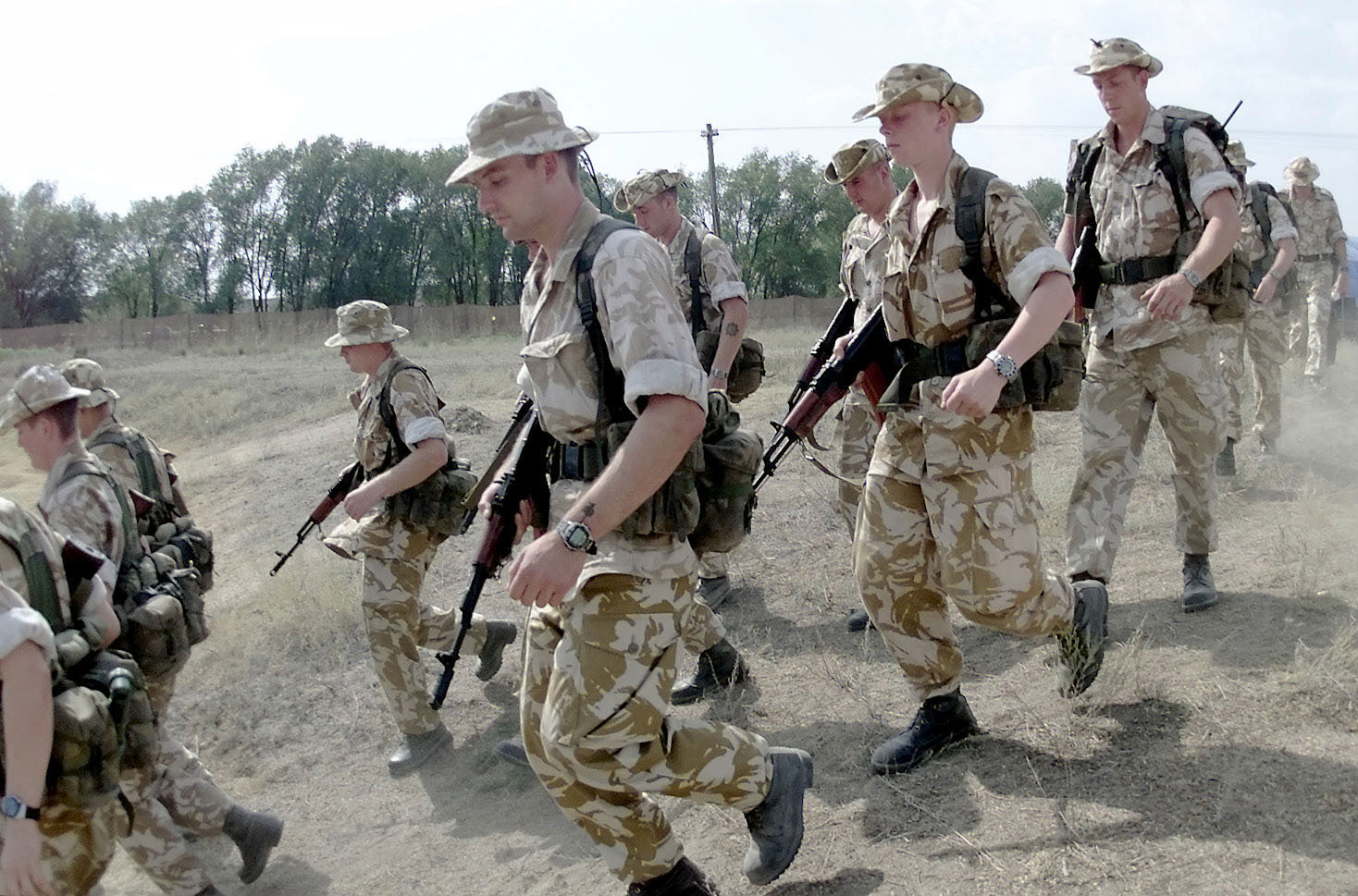
俄軍士兵

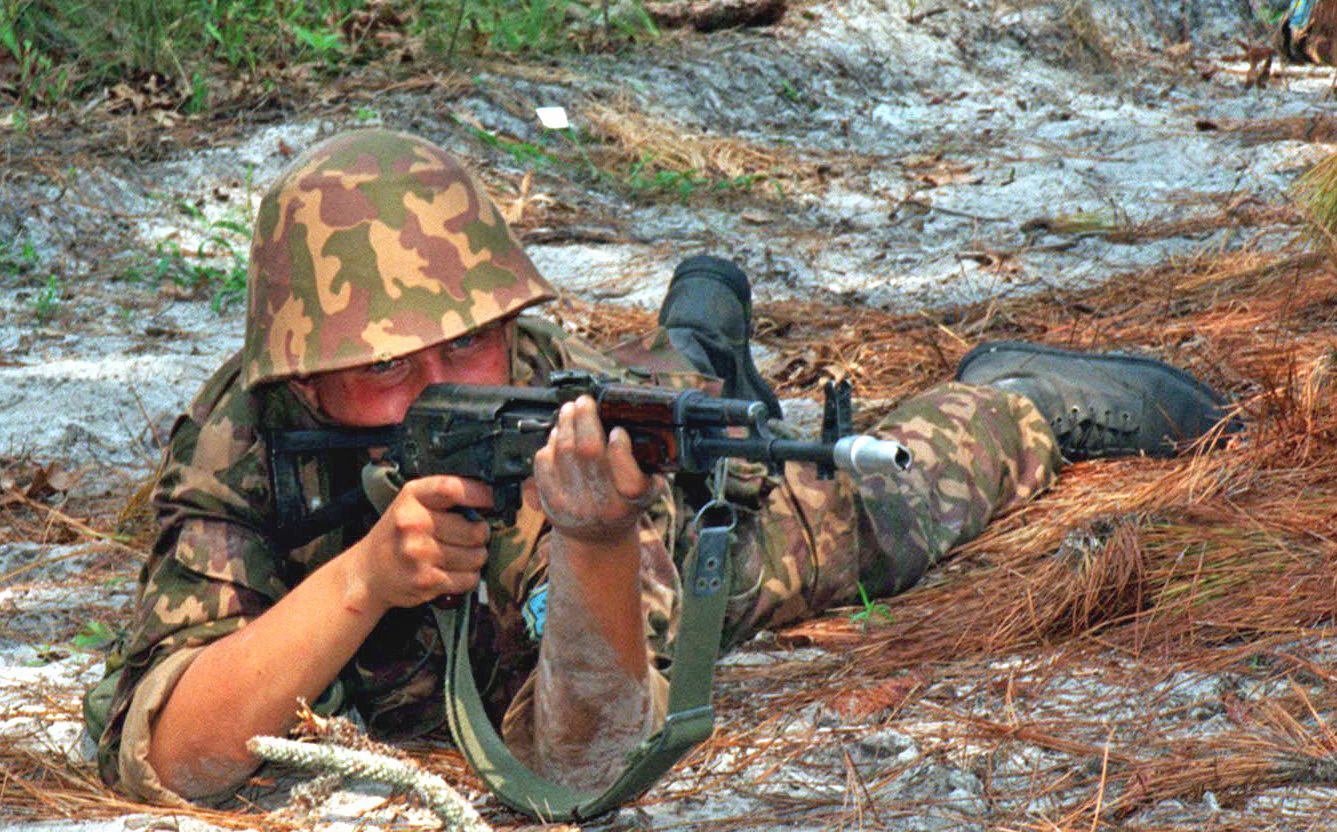
使用AKS-74進行訓練的哈薩克士兵

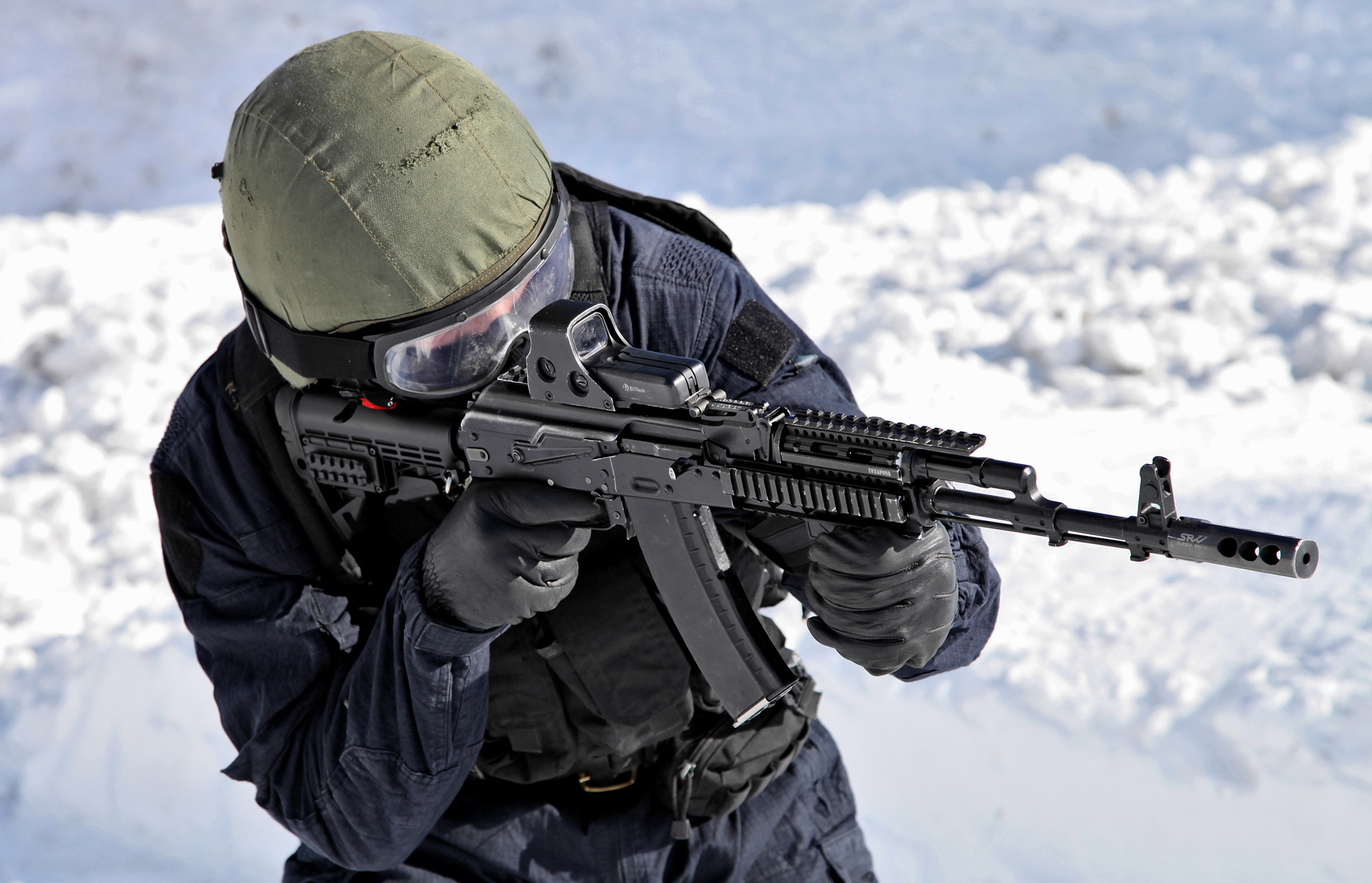
使用戰術化改裝AK-74M的俄羅斯內衛部隊特種部隊幹員

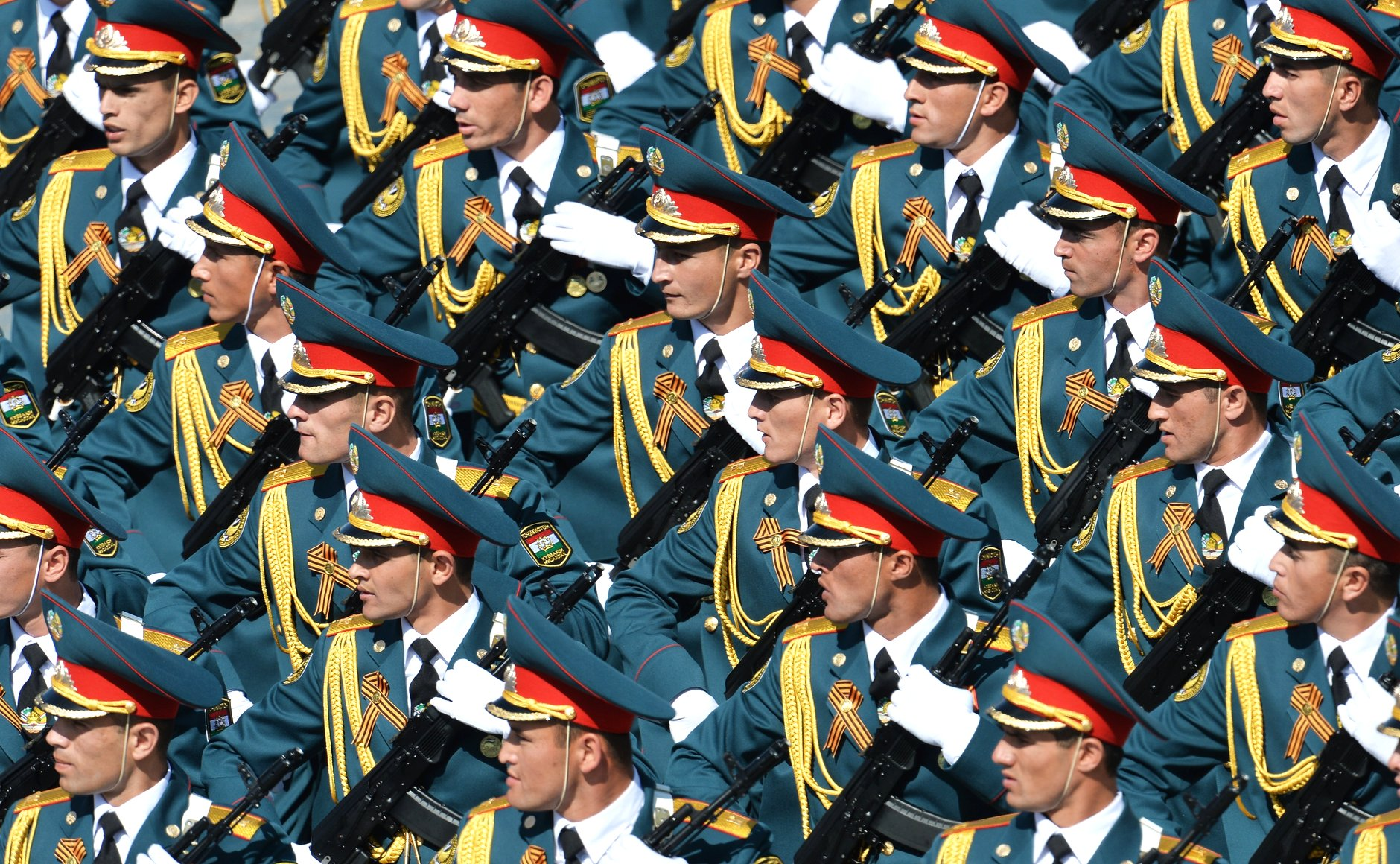
2015年紅場閱兵中手持AK-74M於紅場上受閱的塔吉克士兵

- 阿布哈茲—繼承自前蘇聯時期的AK-74、AKS-74及AKS-74U。[2]
- 阿富汗—阿富汗民主共和國時期購入及蘇阿戰爭期間自蘇軍繳獲，現在大多用於儲備。
- 安哥拉
- 亞美尼亞—繼承自前蘇聯時期的AK-74、AKS-74、AKS-74U及購自俄羅斯的AK-74M。
- —在當地合法生產AK-74M，並附有皮卡汀尼導軌，而繼承自前蘇聯時期的AK-74、AKS-74及AKS-74U仍有使用[3]。
  - 阿塞拜疆武裝部隊
- 白俄羅斯—繼承自前蘇聯時期的AK-74、AKS-74、AKS-74U及購自俄羅斯的AK-74M。
  - 白俄羅斯共和國武裝力量
  - 白俄羅斯共和國內務部
  - 白俄羅斯共和國國家安全委員會
- 保加利亚—本土生產並命名為AR-M1。
- 古巴
- 賽普勒斯
  - 塞浦路斯國民警衛隊[4]
- 爱沙尼亚—繼承自前蘇聯時期的AK-74、AKS-74及AKS-74U。
  - 愛沙尼亞國防軍（已被各種北約口徑步槍所取代）
- —繼承自前蘇聯時期的AK-74、AKS-74及AKS-74U。
  - 喬治亞武裝部隊（已被M4卡賓槍所取代）
  - 喬治亞內務部（英语：Ministry of Internal Affairs of Georgia）
  - 喬治亞國家安全委員會（英语：National Security Council (Georgia)）
- 希腊
  - 特種部隊單位
  - 希臘海軍（AK-74M）
- 伊拉克
- —繼承自前蘇聯時期的AK-74、AKS-74及AKS-74U。
  - 哈薩克斯坦共和國武裝力量
  - 哈薩克斯坦共和國國家安全委員會
  - 哈薩克斯坦共和國國家近衛軍
  - 哈薩克斯坦共和國內務部
- —繼承自前蘇聯時期的AK-74、AKS-74及AKS-74U。
  - 吉爾吉斯坦共和國武裝力量
  - 吉爾吉斯坦共和國國家安全委員會
  - 吉爾吉斯坦共和國內務部
- 拉脫維亞—繼承自前蘇聯時期的AK-74、AKS-74及AKS-74U。
  - 拉脫維亞國家武裝部隊（已被各種北約口徑步槍所取代）
- 賴索托
- 利比亞
- 立陶宛—繼承自前蘇聯時期的AK-74、AKS-74、AKS-74U及AK-74M。
  - 立陶宛武裝部隊（已被各種北約口徑步槍所取代）
    - 立陶宛海軍（英语：Lithuanian Navy）（AKS-74）
    - 憲兵單位（AK-74M）
- 马达加斯加
- 摩尔多瓦—繼承自前蘇聯時期的AK-74、AKS-74及AKS-74U。
- 緬甸[5]
- —使用本土生產的88式[6]。
  - 朝鮮人民軍
- 尼加拉瓜
- 奈及利亞[7]
- 巴基斯坦
  - 巴基斯坦海軍特勤組（英语：Special Service Group Navy）
- 波蘭—採用本土生產改型Wz. 1988 Tantal。
- 羅馬尼亞—採用本土生產改型PA md. 86。
- 俄羅斯—繼承自前蘇聯時期的AK-74、AKS-74、AKS-74U，以及獨立後才大量列裝的AK-74M[8]。
  - 俄羅斯聯邦武裝力量
    - 俄羅斯陸軍
    - 俄羅斯海軍
    - 俄羅斯空降軍
    - 俄羅斯聯邦武裝力量特種作戰部隊

  - 俄羅斯聯邦警衛局
  - 俄羅斯聯邦國家近衛軍
  - 俄羅斯聯邦內務部
  - 俄羅斯聯邦安全局
  - 俄羅斯聯邦麻藥管制局（英语：Federal Drug Control Service of Russia）
  - 俄羅斯聯邦對外情報局
  - 俄羅斯聯邦緊急情況部
  - 俄羅斯聯邦司法部（英语：Ministry of Justice (Russia)）
- 卢旺达
- - 國防情報本部：用於隱蔽行動。
- 南奥塞梯—繼承自前蘇聯時期的AK-74、AKS-74及AKS-74U。
- 叙利亚
  - 敘利亞阿拉伯軍隊[9]
- —繼承自前蘇聯時期的AK-74、AKS-74、AKS-74U及購自俄羅斯的AK-74M。
- 德涅斯特河沿岸—繼承自前蘇聯時期的AK-74、AKS-74及AKS-74U。
- —繼承自前蘇聯時期的AK-74、AKS-74及AKS-74U。
- 乌克兰—繼承自前蘇聯時期的AK-74、AKS-74、AKS-74U，以及俄羅斯入侵烏克蘭期間自俄軍大量繳獲的AK-74M。
  - 烏克蘭武裝力量
  - 烏克蘭內務部
  - 烏克蘭安全局
  - 烏克蘭邊防局
- —繼承自前蘇聯時期的AK-74、AKS-74及AKS-74U。
- 越南
  - 越南人民軍海軍
- 葉門
- 尚比亞

### 前使用國
- 伊奇克里亞車臣共和國—繼承自前蘇聯時期的AK-74、AKS-74及AKS-74U。
- —南斯拉夫內戰期間曾使用東德製MPi-AK-74。
- 东德—本土製造，分別命名為“MPi-AK-74N”、“MPi-AKS-74N”、“MPi-AKS-74NK”[10]。兩德統一後大部份被銷毀、其餘則被用作儲備或外銷。
  - 國家人民軍
- 德国—繼承自前東德政權，僅有限使用。
  - 德國聯邦國防軍
- 顿涅茨克人民共和国
- 卢甘斯克人民共和国
- 苏联—AK-74在1976年起成為蘇聯軍隊制式步槍。
  - 蘇聯武裝力量
  - 蘇聯內務部
  - 蘇聯國家安全委員會
- 阿尔察赫共和国—繼承自前蘇聯時期的AK-74、AKS-74及AKS-74U。

## 流行文化
由於在西方國家較為罕見，蘇聯／俄羅斯原產的AK-74系列主要出現在俄羅斯和部份蘇聯繼承國拍攝的影視作品為主。

### 電影
- 1997年—《煉獄（俄语：Чистилище (фильм, 1997)）》：型號為AK-74及AK-74M，部份裝上GP-25附加型榴彈發射器，由第131摩托化步兵旅的士兵和車臣叛軍所使用。
- 2002年—《反恐戰線》：型號為AK-74M，部份裝上GP-25附加型榴彈發射器，由俄軍士兵及車臣叛軍所使用。
- 2005年—：型號為AK-74及AKS-74，部份裝上NSPU夜視鏡及GP-25附加型榴彈發射器，由蘇聯空降兵和聖戰者所使用。
- 2012年—《穿越火線》：型號為AK-74M，部份裝上GP-25附加型榴彈發射器，由俄軍士兵所使用。
- 2016年—：型號為AK-74M，由僱傭兵所使用。

### 電子遊戲
- 2002年—：型號為AK-74，可加掛刺刀；奇怪的使用跟M4一樣的5.56 NATO彈藥，應該較為接近其使用5.56 NATO彈藥版本的AK-101。
- 2005年—《真實計劃》：型號為AK-74、AK-74M和AKS-74。
  - AK-74M為俄軍陣營專屬武器。
  - AK-74由伊拉克叛軍、塔利班和民兵所使用。
  - AKS-74由伊拉克叛軍、非洲抵抗軍、哈瑪斯和民兵所使用。
- 2007年—《戰地之王》：型号为AK-74M，可改造。另外还有其红票衍生型，且不可改造
- 2007年—《穿越火线》：型号为AK-74，使用30发弹匣供彈。无军衔限制，花费12000GP即可购买并永久使用；性能上相當於弱化的AK-47。
- 2007年—：型號為AKS-74，命名為「Akm-74/2」，使用綠色護木和以保加利亞生產的塑膠彈匣供彈。奇怪地第一人稱視角中的武器模組，採用鏡像佈局（拋殼口、快慢機及拉機柄都在左邊）。
- 2009年—《惡靈古堡5》：型號為AK-74，命名為「AK-74」。戰役模式可於第五章取得。政府軍與傭兵的制式武器。
- 2010年—：型號為AK-74M，命名為“Kalash”，彈匣設有開口以方便射手檢視殘彈量。
- 2011年—《戰地風雲3》：型號為AK-74M，單人模式當中由俄羅斯空降兵和人民解放抵抗軍所使用。聯機模式中為俄軍突擊兵基本武器。
- 2013年—：型號為AK-74M，命名為“Kalash”，彈匣設有開口，以方便射手檢視殘彈量。
- 2013年—《2》：型號為AKS-74（預設），命名為「AK Rifle」，可在黑市購買，並另外花費自行組裝。
- 2013年—《惡靈古堡：啟示》：型號為AK-74，命名為「賭徒」，槍身鍍金。只於突擊模式出現，隨機掉落或者出現在商店，稀有版本名稱為「賭徒II」。
- 2014年—《叛亂（英语：Insurgency (video game)）》：型號為AK-74，叛軍專用武器。
- 2014年—《合同戰爭》
- 2015年—《戰術小隊》：型號為AK-74、AKS-74、AKS-74N及AK-74M，除AK-74M為俄軍專屬武器外其他型號均由民兵使用。
- 2015年—《惡靈古堡：啟示2》：型號為AK-74，命名為「賭徒」，槍身鍍金。只於突擊模式出現，隨機掉落或者出現在商店。
- 2016年—《湯姆克蘭西：全境封鎖》
- 2016年—《逃離塔科夫》：型號為AK-74、AK-74N、AKS-74、AKS-74U、AKS-74UN和AK-74M，可進行改裝。
- 2017年—《Minidayz》：型號為AKS-74U、AK-74。
- 2018年—《叛亂：沙漠風暴》：型號為AK-74N，命名為“AK-74”。可由叛軍陣營步槍兵、爆破兵、指揮官和觀察員所使用。
- 2018年—《地面部隊》（Ground Branch）：型號為AK-74M。
- 2022年—《暗区突围》：型號為AK-74N。
- 2024年—《決勝時刻：黑色行動6》：型號為AK-74N，命名為“AK-74”。
- 2024年—《浩劫殺陣2：車諾比之心》：型號為AKS-74N，命名為「AKM-74S」，配備綠色護木、彈匣和手槍握把。

### 動畫
- 2006年—《企業傭兵》：AK-74由俄羅斯黑手黨“莫斯科酒店”所屬的前蘇聯空降軍背景成員所使用，在回憶情節中也由1979年阿富汗戰爭時期的蘇軍士兵所使用。
- 2012年—《槍械少女！！》：AK-74作為萌擬人化角色登場，為紅鋼工業學校的學生。
- 2018年—《刀劍神域外傳Gun Gale Online》：型號為AK-74及AK-74M，使用玻璃鋼護木、彈匣和槍托。由“Pitohui”和部份GGO玩家所使用。
- 2024年—《刀劍神域外傳Gun Gale Online》第2季：型號為AK-74，使用玻璃鋼護木和槍托，由部份SJ3參賽者所使用。

## 外部連結
- （英文）—Modern Firearms（页面存档备份，存于）
- （中文）—D Boy Gun World（AK-74小口徑槍族）（页面存档备份，存于）
- —Youtube（AK現代槍族） （页面存档备份，存于）